# Rimaderus mussardi
Rimaderus mussardi is een keversoort uit de familie snoerhalskevers (Anthicidae). De wetenschappelijke naam van de soort is voor het eerst geldig gepubliceerd in 1978 door Bonadona.